# Критична теорія
Критична теорія (англ. critical theory) — низка підходів, течій та (теоретичних) дискурсів, яка пильно розглядає і критикує суспільство та культуру, спираючись на знання з соціальних і гуманітарних наук, а також на зростаючу між- / трансдисциплінарність і зростаючу рефлексивну політизацію як феномени в науках сучасності. Буквально термін «критична теорія» збирає під собою різні підходи і знання, засновані на критиці та рефлексивному ставленні до знання або сучасного стану в будь-якій сфері, а також намагаються «пояснити виникнення об'єктів свого пізнання».

## Осмислення поняття
Сам термін «критична теорія» сходить до Франкфуртської школи, а саме до програмної статті Макса Горкгаймера 1937 р. «Традиційна і критична теорія», в якій він «розробив концепцію особливого типу теоретичного знання, ключовими характеристиками якого були […] міждисциплінарність і практико-політична „ангажованість“».
Критична теорія в найширшому сенсі не означає якоїсь конкретної «теорії або цілісної дослідницької програми, а відсилає до різноманіття (теоретичних) дискурсів», різних «за своїм походженням, змістом, спрямованістю та т. і.». Серед таких дискурсів зазвичай називають марксизм, франкфуртську школу, психоаналіз, постструктуралізм, фемінізм, постколоніалізм, мультикультуралізм, дослідження расизму, сексизму, етноцентризму, колоніалізму та ін. Кожен критичний проєкт (проєкт критичної теорії) стверджує і розглядає себе «як найбільш ефективний засіб викриття ідеологічних механізмів, що беруть участь у виробництві знання на „вивороті“ просвітництва»".
В одному з приватних тлумачень, вираз «критична теорія» відноситься до «основної лінії в діяльності Франкфуртської школи, і зокрема, до праць Адорно і Горкгаймера».
У найбуквальнішому сенсі вираз «критична теорія» може розглядатися як «синонім критичної позиції індивідуума щодо дійсності, позиції, що є одним з атрибутів модерної раціональності взагалі».
Дискурсивне різноманіття «критичних теорій» пов'язане з т. зв. культурними дослідженнями (англ. cultural studies), лейтмотивом яких є «розгляд культурних феноменів в аспекті, що організовує їхні відносини панування та підпорядкування, пов'язаних з ґендерними, класовими, расовими та іншими відмінностями», причому культурні форми, феномени і процеси розглядаються не як вторинні утворення, «залежні від інституційних форм або від політичної або економічної організації», а як «динамічні сили».
Ще одне розуміння критичної теорії сходить до теоретично насиченої літературної критики, де література і текст в цілому розглядається не стільки в плані понятійної перспективи авторських намірів, «скільки в плані ідеологічної, риторичної, естетичної структури тексту і культури, в якій він був проведений».